# Turmalincsoport

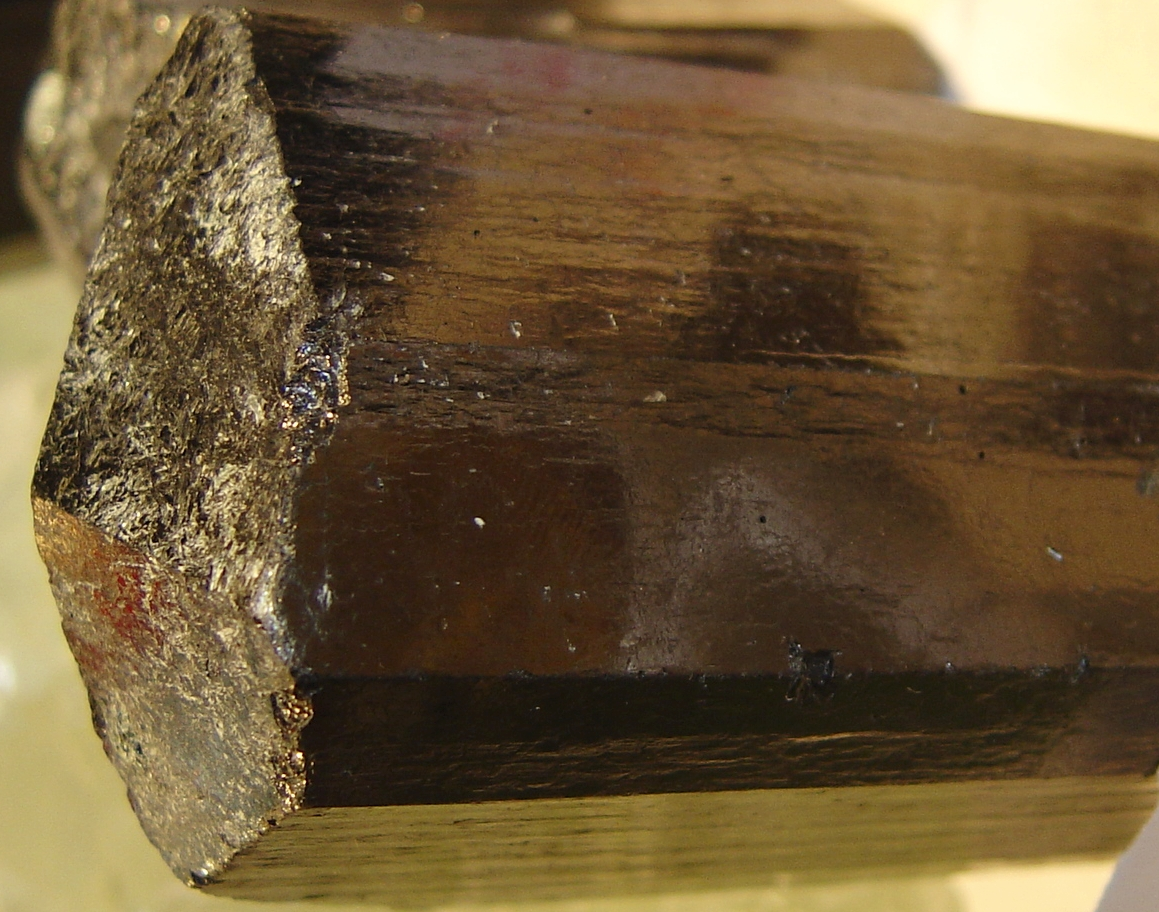
Turmalin

A turmalincsoport (boroszilikátok) drágakövei trigonális/hexagonális kristályrendszerben alakulnak ki, oszlopos prizmás kristályai gyakran sávozottak hosszirányban. Az oszlopok keresztmetszete háromszögű vagy körkörösen színváltó (kokárdás) lehet. Sugaras halmazokban, ritkábban tömegesen fordulnak elő a csoport tagjai. Kristályai néha több centiméter méretűek, elnyúlt oszlopokban, oszlopcsoportokban. A szilikátok között önállóan turmalincsoportban jelennek meg, mint boroszilikátok. Kedvelt ékszeripari alapanyag, önálló befoglalásokban, de kombinációkban is használatos. Mesterségesen is előállítható, de nem gazdaságos.
2019-ben a 2020-as Az év ásványa jelöltjei közé került, a Barit és az Apatit mellett.

## Kémiai és fizikai tulajdonságai

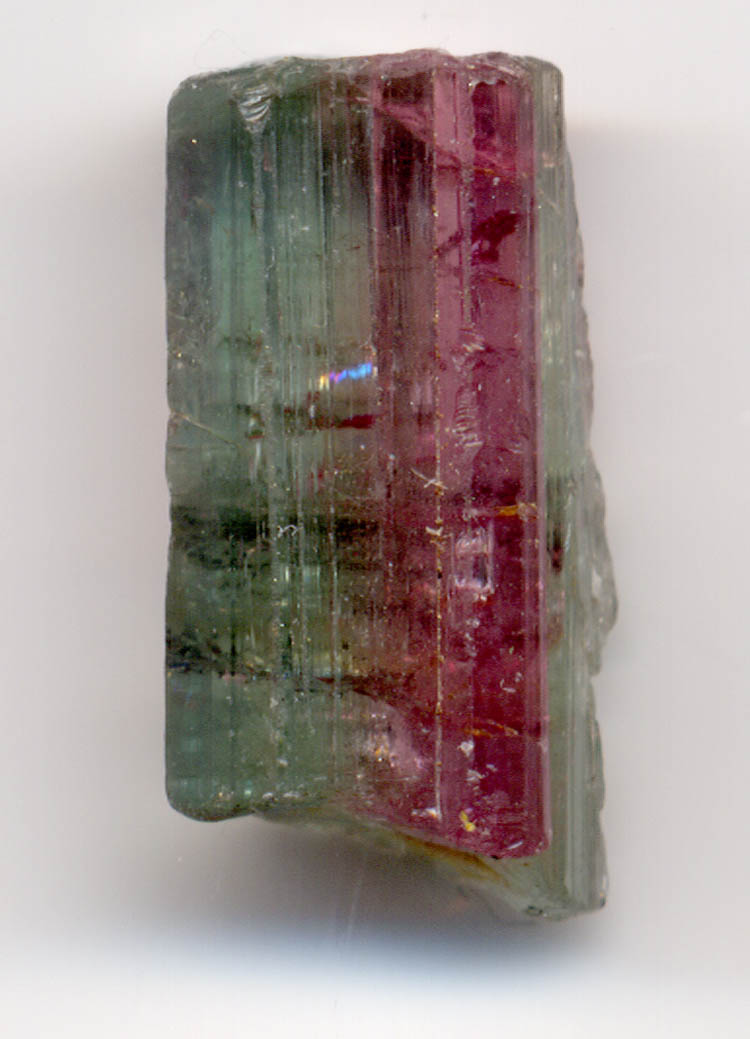
Többszínű turmalin: elbait

- Általános képlete: XY3Z6(BO3T6O18(OH,F,O)4
- Ahol:
  - X= Ca, K, Na.
  - Y= Mg, Li, Al, Mn, Fe (II), Fe (III), V, Cr, Ti, Cu.
  - Z= Al, Mg, Cr, V, Fe (III), Ti.
  - T= Si, Al, B, Be.
- Szimmetriája: a trigonális és hexagonális kristályrendszerben, oszlopos kristályai több szimmetriaelemet tartalmaznak.
- Sűrűsége: 2,9-3,3 g/cm³. Sűrűsége növekedésével színe sötétedik.
- Keménysége: 7,0-7,5 kemény ásvány (a Mohs-féle keménységi skála szerint).
- Hasadása: nem hasad.
- Törése: egyenetlen, kagylós.
- Színe: nagyon változatos átlátszó fehértől a feketéig; az ékszeriparban 45 színváltozata ismert, többszínű és színváltó példányai is előfordulnak.
- Fénye: üvegfényű.
- Átlátszósága: áttetsző, színének függvényében és tömeges megjelenésében opak.
- Pora:  színtelen vagy fehér.
- Elméleti bór-oxid-tartalma (B2O3):  8,0-12,0%.
- Különleges tulajdonságai: nehezen olvad. Piezo- és piroelektromos tulajdonságú, egyes példányai fluoreszkálnak.

## Elnevezése, felhasználása
A turmalin elnevezés a turmali szingaléz szóból ered, ami vörös színére utal. Változatainak elnevezését a lelőhely nevéből vagy fémtartalmából származtatják. Európában a Német-Keletindiai Társaság közvetítésével hozták be első példányait.
Az ékszeripari elnevezések: elbanit világos színű, a zöld színű verdelit vagy brazíliai smaragd, a kék színű változat:indigolit, a rózsaszínű sziberit vagy szibériai rubin, a kárminvörös: rubelit, a ceyloni peridot méz-sárga, a sárgászöld színű brazíliai krizolit a barackvirágszínűt apyritnek nevezik. Sokszínűsége miatt más drágakövek pótlására vagy helyettesítésére gyakran alkalmazzák.

## Keletkezése
Leggyakrabban gránithoz kapcsolódóan pegmatitosan keletkezik. Hidrotermásan nagy nyomáson és magas hőmérsékleten képződik. Sokszor metaszomatikusan gneiszben, agyagpalákban, fillitekben és egyéb kristályos szerkezetű palákban található. Gyakran másodlagosan homokos torlatos üledékekben is megtalálható.

## Változatok

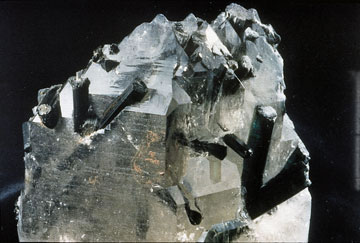
Fekete turmalin: sörl

- Buergerit NaFe3+3Al6Si6O18(BO3)3(OH)4. Barna vagy fekete.
- Cromdravit NaMg3Cr6Si6O18(BO3)3(OH)4
- Dravit NaMg3Al6Si6O18(BO3)3(OH)4, színtelen, világosbarna és kék.
- Elbanit Na(Li,Al)3Al6[(OH.F)4(BO3)3Si6O18]. Alváltozatok:
  - Achorit színtelen
  - Apyrit ibolyaszínű
  - Indigolit kék
  - Rubelit rózsaszín vagy vörös
  - Sziberit rózsaszín
  - Tsilasit
  - Verdelith zöldes
- Feruvit CaFe2+3(MgAl5)Si6O18(BO3)(OH)4
- Foitet (Fe2+2Al)Al6Si6O18(BO3)3(OH)4
- Liddicoatit Ca(Li2Al)Al6Si6O18(BO3)(OH)3F rózsaszín, zöldesbarna, sárgásbarna.
- Magnesiofoitit (Mg2Al)Al6Si6O18(BO3)3(OH)4
- Olenit NaAl3Al6Si6O18(BO3)3O3OH
- Pavondrait NaFe3+3(Fe3+4Mg2)Si6O18(BO3)3(OH3)O
- Rosmanit (LiAl2)Al6Si6O18(BO3)3(OH)4
- Sörl (vasturmalin) NaFe2+3Al6Si6O18(BO3)3(OH)4 kékesfekete, barnásfekete, fekete.
- Uvit CaMg3(MgAl5)Si6O18(BO3)3(OH)3F szürke, zöld, vörös, barna vagy fekete.
- Vanadiumdravit NaMg3V6Si6O18(BO3)3(OH)4

## Előfordulásai

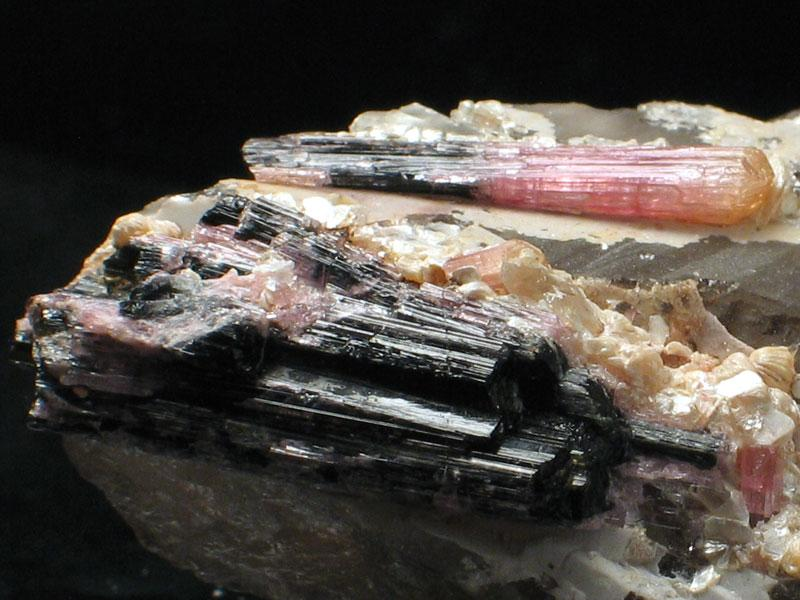
Turmalin kvarcon

Szlovéniában Dravograd közelében. Horvátország területén miocén üledékekben. Németországban a Harz-hegységben és Hamburg környékén. Ausztria területén Tirolban. Olaszországban Elba szigetén. Norvégia területén Brevik környékén. Anglia területén Cornwall környékén. Oroszországban az Ural-hegységben. Fontos előfordulásai vannak Tanzánia, Namíbia, Srí Lanka, Madagaszkár és Mozambik területén. Az Amerikai Egyesült Államokban New York, Új-Hampshire, Maine, Kalifornia szövetségi államban. Szép példányokat találnak Brazília, Afganisztán, Ausztrália területén.
Hasonló ásványok: epidot, berill. augit,

## Hazai előfordulások
A Velencei-hegység területén metamorf palaszegélyekben, többnyire gránit környezetben több helyen vannak turmalin fészkesedések. Pákozd községtől nyugatra az Antónia-hegy és a Meleg-hegy térségében turmalinszirt található, ahol centiméteres kristályok is vannak. Turmalinos fészkek találhatók a székesfehérvári, a retezi és az Enyedi-féle kőfejtőkben ahol fekete vasturmalin (sörlit) fordul elő. Sukoró közelében molibdenit kutatásban kvarcosodott telérekben találtak turmalint. Bükkszentkereszt közelében kvarcporfír-tufa telérekben találtak turmalint. A Nagybörzsöny bányáiban több telérben előfordult turmalin. Sály község közelében a Tarizsa-hegy lejtőin homokos környezetben törmelékes zöld és fekete turmalin található. A hazai bauxittelepekben elterjedt törmelékes ásvány, legnagyobb tömegben az eplényi bauxitelőfordulásban található. Sopron városától az országhatár irányában a Szarvas-hegy a Ferenc-forrás és a Füzes-árok környékén kristályos palákhoz kapcsolódóan kvarcitlencsékben a gránátcsoport egyes tagjai mellett a turmalincsoport tagjai is előfordulnak. Recsken a feltárt mélyszinti ércesedés magmatikus tömzsét övező szkarnos zónában találtak kifejlett halványzöld turmalinkristályokat, kalcitba ágyazódóan.
Kísérő ásványok: gránátcsoport tagjai, topáz, kassziterit, ortoklász.